# Lomtjärnen (Kroppa socken, Värmland, 661460-141916)
Lomtjärnen är en sjö i Filipstads kommun i Värmland och ingår i Göta älvs huvudavrinningsområde.